# Antígono Dóson
Antígono III Doson (em grego: ο Αντίγονος Δώσων 263 a.C. — 221 a.C.) foi rei (ou regente) da Macedônia de 229 a.C. a 221 a.C.. Ele pertenceu à dinastia antigônida. Seu nome, antes de se tornar rei, era Fusco. Ele viveu 42 anos, reinou como guardião de Filipe V da Macedónia por 12 anos, e morreu no quarto ano da 139a olimpíada.

## Família
Era filho do príncipe macedônio Demétrio o Belo  e da grega nobre Olímpia de Lárissa. Seu irmão era o nobre macedônio Equécrates, e seu tio paterno foi o rei da Macedônia Antígono Gónatas. Equécrates, seu irmão, foi o pai de Antígono, morto por Perseu da Macedónia.
Demétrio, o Belo, era filho de Demétrio Poliórcetes  e Ptolemaida. Demétrio Poliórcetes teve várias esposas, dentre as quais Fila, filha de Antípatro e a esposa de mais prestígio, que foi a mãe de Antígono II Gónatas.
Antígono Gónatas tornou-se rei da Macedónia, viveu até os 83 anos de idade, e morreu no primeiro ano da 135a olimpíada, sendo sucedido por seu filho Demétrio II da Macedónia, que reinou por dez anos.

## Regência
Quando o rei Demétrio II da Macedônia morreu, o sucessor foi seu filho Filipe V da Macedónia, mas por ser menor, quem governou a Macedónia foi um seu parente, de linhagem real, chamado Fusco.
Antígono Doson,[carece de fontes?]  o regente real, casou-se com Auréola (ou Criseis), a mãe de Filipe, e teve vários filhos com ela, mas quando morreu, deixou o trono para Filipe, porque ele havia guardado o trono com honra. Alguns historiadores supõem que Filipe V da Macedônia fosse filho de Demétrio II da Macedónia e Fítia, pois Filipe teria nascido logo após este casamento, em 238 a.C.;  seguindo esta linha, Auréola/Criseis seria um apelido de Fítia.
Antígono apoiou Arato de Sicião e a Liga Aqueia  contra o rei de Esparta Cleômenes III. Antígono derrotou Cleômenes na batalha de Selásia, em 222 a.C.. Antígono morreu em batalha contra os ilírios: de tanto gritar com os seus homens, uma das suas veias se rompeu.
Ele foi sucedido por Filipe V da Macedónia, então com quatorze anos, de quem ele era guardião e padrasto.